# Katsuji Tsunoda
Katsuji Tsunoda (角田勝次?, Tsunoda Katsuji; Higashiagatsuma, 28 settembre 1943 – 14 febbraio 2011) è stato un cestista giapponese.

## Carriera
Con il Giappone ha partecipato ai Giochi olimpici di Tokyo 1964 e ai Campionati del mondo del 1963.